# Borsa omentale
La borsa omentale (detta più propriamente retrocavità degli epiploon) è un ampio recesso della cavità peritoneale, che si trova al di sotto del fegato, posteriormente al piccolo omento e allo stomaco.
Comunica con la grande cavità peritoneale mediante un foro di 2-3 cm, detto forame epiploico o di Winslow, delimitato anteriormente dal margine destro del legamento epatoduodenale, superiormente dal peritoneo che va dal legamento epatoduodenale a rivestire il lobo caudato del fegato, posteriormente dal peritoneo che riveste la vena cava inferiore e inferiormente dal peritoneo che riveste il bulbo duodenale.
A destra il forame epiploico è in continuità con il peritoneo della grande cavità. Verso sinistra, superato il forame, è presente il vestibolo della retrocavità, che porta a un restringimento detto istmo della retrocavità che a sua volta immette nella retrocavità degli epiploon propriamente detta.
Quest'ultima è formata da due facce e quattro margini:
- faccia anteriore: corrisponde al foglietto posteriore del piccolo omento e alla faccia posteriore dello stomaco;
- faccia posteriore: corrisponde al peritoneo parietale posteriore davanti a pancreas e rene sn;
- margine superiore: localizzato tra esofago e legamento venoso del fegato;
- margine inferiore: corrisponde al mesocolon trasverso;
- margine destro: corrisponde al peritoneo presente tra pancreas e duodeno;
- margine sinistro: decorre a partire dall'estremità sinistra della radice del mesocolon trasverso.

Presenta inoltre due prolungamenti, il sinistro, che arriva sino all'ilo della milza, e l'inferiore, che entra nel legamento gastrocolico e nel feto comunica con il grande omento.